# 阿克拉姆·马希南
阿克拉姆·马希南（1993年1月19日—），是一名马来西亚职业足球运动员，现效力于马来西亚足球超级联赛的吉隆坡市俱乐部。同时也代表马来西亚国家足球队，司职中场。

## 职业生涯

### 柔佛DT
2013年，阿克拉姆·马希南离开马来西亚幼虎队后与柔佛DT签约，该季阿克拉姆·马希南获得了31号球衣，他在2013年赛季中出场了18次。阿克拉姆在2014和2015年两季都被调动至柔佛DT二队。2016年，他被提升为回归柔佛DT一线队，但没有在联赛中出场。

### 吉打达鲁阿曼
2016年12月1日，阿克拉姆·马希南与马来西亚超级足球联赛俱乐部吉打达鲁阿曼签下了一份为期一年的合同 。2017年1月20日，阿克拉姆·马希南在1比1平局的比赛中为吉打达鲁阿曼首次登场。他的首个进球来自于2017年7月11日，2比4战胜马六甲联，在那场比赛中他打进了1球。

### 吉隆坡市
2021年，阿克拉姆·马希南与吉隆坡市签约，并帮助球队获得2021年马来西亚杯冠军。

## 国家队生涯
阿克拉姆·马希南参加2011年東南亞足協U-19青年錦標賽代表马来西亚U19，他在该比赛事打进3球。
2015年3月26日，阿克拉姆·马希南在阿曼的比赛中首次代表国家队出场，但该场比赛马来西亚6比0不敌对手。

## 荣誉

### 俱乐部
柔佛DT
- 亚洲足协杯冠军：2015
- 马来西亚超级足球联赛冠军：2015
- 马来西亚足总杯冠军：2016

吉打达鲁阿曼
- 马来西亚足总杯冠军：2017
- 马来西亚慈善盾冠军：2017
- 马来西亚杯亚军：2017

吉隆坡市
- 马来西亚杯冠军：2021

### 国家队
马来西亚
- 东南亚足球锦标赛亚军：2018